# 區應嵩
區應嵩（？—？），廣東省廣州府順德縣人，清朝政治人物、同進士出身。
光緒九年（1883年），参加癸未科殿試，登進士三甲12名。同年五月，著交吏部掣签分发各省，以知县即用，擔任湖南城步縣知縣。